# Megadolodus
Megadolodus — вимерлий рід протеротерієвих літоптернів.

## Опис
Megadolodus був членом Proterotheriidae, родини дрібних і середніх літоптернів, які створювали кілька похідних родів, що нагадують коней, наприклад добре відомі роди Thoatherium і Diadiaphorus. Megadolodus molariformis, єдиний відомий вид із свого роду, сам характеризувався коротшими та сильнішими кінцівками та великими бивнеподібними іклами.
У мегадолодів було по три пальці на кожній кінцівці, з віссю на третьому пальці, тоді як другий і четвертий пальці були меншими й розташовані з обох боків ноги, не торкаючись землі. Оцінки ваги, засновані на порівнянні його кінцівок із нинішніми ссавцями, свідчать про вагу від 30 до 200 кг, ймовірно, точніше від 65 до 80 кг. Той факт, що його тіло не було таким струнким, ніж інші протеротеріїди, а також його ікла та корінні зуби, схожі на сучасних пекарі, дозволяють припустити, що це була тварина, подібна за звичками до сучасних Suidae, яка жила в лісистих середовищах, таких як Ла-Вента, і їла корені та плоди.